# Beauchamps-sur-Huillard
Beauchamps-sur-Huillard és un municipi francès, situat al departament del Loiret i a la regió de Centre. L'any 2007 tenia 402 habitants.

## Demografia

### Població
El 2007 la població de fet de Beauchamps-sur-Huillard era de 402 persones. Hi havia 176 famílies, de les quals 54 eren unipersonals (27 homes vivint sols i 27 dones vivint soles), 55 parelles sense fills, 51 parelles amb fills i 16 famílies monoparentals amb fills.
La població ha evolucionat segons el següent gràfic:
Habitants censats

### Habitatges
El 2007 hi havia 262 habitatges, 175 eren l'habitatge principal de la família, 75 eren segones residències i 12 estaven desocupats. Tots els 261 habitatges eren cases. Dels 175 habitatges principals, 139 estaven ocupats pels seus propietaris, 32 estaven llogats i ocupats pels llogaters i 4 estaven cedits a títol gratuït; 1 tenia una cambra, 10 en tenien dues, 38 en tenien tres, 53 en tenien quatre i 73 en tenien cinc o més. 126 habitatges disposaven pel capbaix d'una plaça de pàrquing. A 75 habitatges hi havia un automòbil i a 86 n'hi havia dos o més.

### Piràmide de població
La piràmide de població per edats i sexe el 2009 era:
| Homes | Edats   | Dones |
| ----- | ------- | ----- |
| 0     | 95 o +  | 0     |
| 0     | 90 a 94 | 0     |
| 0     | 85 a 89 | 4     |
| 0     | 80 a 84 | 4     |
| 4     | 75 a 79 | 0     |
| 12    | 70 a 74 | 12    |
| 12    | 65 a 69 | 16    |
| 16    | 60 a 64 | 16    |
| 4     | 55 a 59 | 20    |
| 4     | 50 a 54 | 0     |
| 8     | 45 a 49 | 0     |
| 12    | 40 a 44 | 12    |
| 32    | 35 a 39 | 8     |
| 8     | 30 a 34 | 20    |
| 8     | 25 a 29 | 12    |
| 0     | 20 a 24 | 8     |
| 4     | 15 a 19 | 0     |
| 12    | 10 a 14 | 24    |
| 8     | 5 a 9   | 16    |
| 16    | 0 a 4   | 12    |

## Economia
El 2007 la població en edat de treballar era de 246 persones, 187 eren actives i 59 eren inactives. De les 187 persones actives 174 estaven ocupades (99 homes i 75 dones) i 13 estaven aturades (1 home i 12 dones). De les 59 persones inactives 26 estaven jubilades, 22 estaven estudiant i 11 estaven classificades com a «altres inactius».

### Ingressos
El 2009 a Beauchamps-sur-Huillard hi havia 185 unitats fiscals que integraven 453,5 persones, la mediana anual d'ingressos fiscals per persona era de 18.479 €.

### Activitats econòmiques
Dels 13 establiments que hi havia el 2007, 1 era d'una empresa de fabricació de material elèctric, 1 d'una empresa de construcció, 3 d'empreses de comerç i reparació d'automòbils, 1 d'una empresa de transport, 1 d'una empresa d'informació i comunicació, 1 d'una empresa de serveis, 1 d'una entitat de l'administració pública i 4 d'empreses classificades com a «altres activitats de serveis».
Dels 2 establiments de servei als particulars que hi havia el 2009, 1 era un taller de reparació d'automòbils i de material agrícola i 1 agència immobiliària.
L'any 2000 a Beauchamps-sur-Huillard hi havia 15 explotacions agrícoles.

## Poblacions més properes
El següent diagrama mostra les poblacions més properes.